# Parafia Narodzenia Matki Bożej w Alajõe
Parafia Narodzenia Matki Bożej – parafia prawosławna w Alajõe, w eparchii narewskiej.
Na terenie parafii funkcjonuje cerkiew parafialna pod wezwaniem Narodzenia Matki Bożej.

## Historia
Parafia została erygowana 15 czerwca 1884 na mocy decyzji Świętego Synodu Rosyjskiej Cerkwi Prawosławnej, na brzegu jeziora Czudzkiego.